# 罗氏微蛛
罗氏微蛛（学名：Erigone noseki）为皿蛛科微蛛属的动物。在中国大陆，分布于汕头等地。该物种的模式产地在汕头。